# 世俗主义

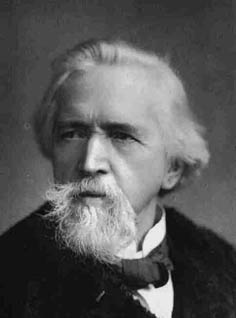
乔治·雅各布·霍利约克（George Jacob Holyoake，1817年－1906年），英国作家，创造了“secularism”（世俗主义）这个单词

世俗主義（英語：secularism），是一種在社會生活和政治活動中，擺脫宗教組織控制的主張。

## 定義
在某种意义上，世俗主义维护了教育的权利，並摆脱宗教組織的条例，讓人民擁有更多的宗教自由，保障有宗教信仰的人在宗教組織內的言論自由，保持对信仰实体中立的状态，不给任何宗教組織特权和补贴。换句话来说，世俗主义认为人们的活动和作出的决定，尤其是在政治方面，应根据证据和事实进行，而不应受宗教信仰偏见的影响。